# Bruno Carotti
Bruno Carotti est un footballeur français, né le 30 septembre 1972 à Palma de Majorque en Espagne. Il joue au poste de milieu de terrain puis de libéro du début des années 1990 à la fin des années 2000.
Formé au Montpellier HSC, il évolue ensuite au FC Nantes, au Paris SG, à l'AS Saint-Étienne, au Toulouse FC et finit sa carrière dans son club formateur. Il est actuellement le directeur sportif du Montpellier HSC.

## Biographie
Bruno Carotti grandit à Clamart, en région parisienne, et rejoint le Montpellier HSC en cadet en provenance du sport-étude de Versailles. À 18 ans, le club ne lui propose pas de contrat aspirant pour manque de physique mais il continue sous licence amateur et reprend ses études. À la suite de la blessure de Thierry Laurey, il est appelé une première fois dans le groupe mais n'entre pas en jeu et fait ses débuts en équipe première le premier mai 1992, lors du dernier match de la saison face à l'AS Monaco. Les deux équipes se séparent sur un match nul un but partout.
En début de saison suivante, il remporte avec les Montpelliérains la Coupe de la Ligue de football, en battant le SCO Angers sur le score de trois buts à un, en jouant au poste de libéro aux côtés de Michel Der Zakarian. En championnat, il s'impose comme titulaire au milieu de terrain et dispute vingt-huit rencontres. Il est appelé par Marc Bourrier en équipe de France espoirs le 16 février 1993 pour un match contre la Grèce qui se conclut par la victoire des « Bleuets » deux buts à un, les deux buts français étant inscrits par Christophe Dugarry. En fin de saison, il dispute avec les espoirs les Jeux méditerranéens de 1993 où la France remporte la médaille de bronze en battant deux buts à un les Italiens.
Bruno Carotti dispute, en avril 1994, avec les espoirs français le Championnat d'Europe espoirs. Les Français s'inclinent en demi-finale face aux Italiens, cinq tirs au but à trois après un match nul sans buts  puis, deux buts à un, dans le match pour la troisième place face aux Espagnols. La même année, le MHSC atteint la finale de la Coupe de France après s'être imposé deux buts à zéro, en demi-finale, face au RC Lens, au stade Félix-Bollaert. Les Montpelliérains sont battus trois buts à zéro par l'AJ Auxerre dans un match à sens unique. Le club termine la saison à la septième place en championnat puis, dispute en juillet 1994, sa seconde finale de coupe de la Ligue face au RC Lens, qui remporte le trophée trois buts à deux. Cette saison voit également Bruno Carotti être appelé en équipe de France A' par Aimé Jacquet, le 25 mai 1994, face à une sélection francophone, il compte au total quatre sélections avec cette équipe.
Après une saison difficile avec le MHSC qui voit le club terminer dix-septième du championnat, Bruno Carotti signe au FC Nantes qui cherche un successeur à Christian Karembeu pour disputer la ligue des champions. Les Nantais se qualifient pour les demi-finales où ils retrouvent la Juventus. Lors du match aller au Stadio Delle Alpi, Carotti est averti à la quinzième minute puis expulsé juste avant la mi-temps sur une simulation de Padovano, « [il] se fait un croc-en-jambe tout seul, tombe et se tord de douleur. Je croyais que le jaune était pour lui, mais non ». Son expulsion, alors que le score est nul et vierge, change le cours du match et les Nantais s'inclinent deux buts à zéro. La victoire trois buts à deux au match retour est insuffisante et le FC Nantes est éliminé au stade des demi-finales.
Après deux ans comme titulaire chez les « Canaris », il connaît une saison difficile et ne dispute que vingt-et-un matchs. Contacté par le RC Lens et le Paris SG, il choisit de signer dans le club parisien, pour la saison 1998-1999, afin de se rapprocher de sa famille. Dans une équipe aux nombreuses recrues dont Jay Jay Okocha et Nicolas Ouédec, l'entraîneur Alain Giresse compte sur lui au poste de milieu de terrain défensif. Il est nommé capitaine pour le premier match de la saison, le trophée des champions, le PSG l'emporte un but à zéro face au RC Lens grâce à un but de Yann Lachuer. Une expulsion lors du premier match de championnat face aux Girondins de Bordeaux, au Parc Lescure, match perdu trois buts à un, le fait sortir de l'équipe-type au profit de Pierre Ducrocq et il ne joue ensuite qu'un rôle de remplaçant en défense ou au milieu de terrain. La saison suivante, il se blesse gravement en match de préparation et ne revient qu'en décembre comme titulaire en défense centrale. À la suite d'un drame familial, la mort de son fils, il demande à changer de club et se retrouve prêté à l'AS Saint-Étienne. Avec les « Verts », il ne dispute que dix matchs et marque seulement un but.
De retour au PSG, il est transféré pour 10 000 000 de francs au Toulouse FC où il signe un contrat de trois ans. Le club termine en fin de saison dix-septième du championnat et se voit relégué en division 2 puis à la suite de problèmes financiers en National. Bruno Carotti quitte alors le club toulousain et revient dans son club formateur, qui vient d'être promu en division 1.
Après trois ans en Ligue 1, le MHSC descend en Ligue 2, Carotti, devenu capitaine, joue de moins en moins au fil des saisons. Il prend sa retraite sportive en juin 2009, année qui voit le MHSC remonter en Ligue 1. Il ne quitte pas le monde du football et entre dans le staff technique du Montpellier HSC en septembre 2009.  Il suit pendant deux ans une formation de manager général à l'université de Limoges et le 24 juin 2011 devient directeur sportif du MHSC,.

## Palmarès
Bruno Carotti remporte avec le Montpellier HSC la Coupe de la Ligue de football en 1992, épreuve dont il est finaliste en 1994. Avec le club montpelliérain, il est également finaliste de la Coupe de France en 1994 et vice-Champion de Ligue 2 en 2009. Avec 377 matchs disputés, il est le second joueur le plus capé avec le club montpelliérain derrière Pascal Baills.
Sous les couleurs nantaises, il atteint les demi-finales de la Ligue des champions de l'UEFA en 1996. Il est également finaliste du Trophée des champions en 1995. Avec le Paris SG, il est vice-champion de division 1 en 2000, mais ne dispute qu'un seul match de championnat, et gagne le Trophée des champions en 1999.
Avec l'équipe de France espoirs, il remporte la médaille de bronze lors des Jeux méditerranéens de 1993 et termine quatrième du Championnat d'Europe espoirs 1994. Il compte 17 sélections avec les Espoirs et 4 sélections avec l'équipe de France A’.

## Statistiques
Le tableau ci-dessous résume les statistiques en match officiel de Bruno Carotti durant sa carrière de joueur professionnel,,.
| Saison                | Club                  | Championnat           | Championnat | Championnat | Coupe nationale | Coupe nationale | Coupe de la Ligue | Coupe de la Ligue | Supercoupe | Supercoupe | Compétition(s) continentale(s) | Compétition(s) continentale(s) | Compétition(s) continentale(s) | Sélection               | Sélection | Sélection | Total | Total |
| Saison                | Club                  | Division              | M.          | B.          | M.              | B.              | M.                | B.                | M.         | B.         | Comp.                          | M.                             | B.                             | Équipe                  | M.        | B.        | M.    | B.    |
| 1991-1992             | Montpellier HSC       | Division 1            | 1           | 0           | -               | -               | -                 | -                 | -          | -          | -                              | -                              | -                              | -                       | -         | -         | 1     | 0     |
| 1992-1993             | Montpellier HSC       | Division 1            | 28          | 1           | 4               | 0               | -                 | -                 | -          | -          | -                              | -                              | -                              | France espoirs          | 8         | 0         | 40    | 1     |
| 1993-1994             | Montpellier HSC       | Division 1            | 35          | 2           | 6               | 2               | -                 | -                 | -          | -          | -                              | -                              | -                              | France espoirs France B | 9 1       | 0         | 51    | 4     |
| 1994-1995             | Montpellier HSC       | Division 1            | 34          | 3           | 2               | 1               | 4                 | 1                 | -          | -          | -                              | -                              | -                              | France B                | 2         | 0         | 42    | 5     |
| 1995-1996             | FC Nantes             | Division 1            | 34          | 1           | 1               | 0               | 2                 | 0                 | 1          | 0          | C1                             | 7                              | 0                              | France B                | 1         | 0         | 46    | 1     |
| 1996-1997             | FC Nantes             | Division 1            | 34          | 2           | 1               | 0               | 2                 | 0                 | -          | -          | CI                             | 5                              | 0                              | -                       | -         | -         | 42    | 2     |
| 1997-1998             | FC Nantes             | Division 1            | 21          | 2           | 2               | 0               | -                 | -                 | -          | -          | C3                             | 2                              | 0                              | -                       | -         | -         | 25    | 2     |
| 1998-1999             | Paris SG              | Division 1            | 19          | 0           | 1               | 0               | 2                 | 0                 | 1          | 0          | C2                             | 1                              | 0                              | -                       | -         | -         | 24    | 0     |
| juil.-janv. 1999-2000 | Paris SG              | Division 1            | 1           | 0           | -               | -               | 1                 | 0                 | -          | -          | -                              | -                              | -                              | -                       | -         | -         | 2     | 0     |
| janv.-juin 1999-2000  | AS Saint-Étienne      | Division 1            | 10          | 1           | 2               | 0               | 1                 | 0                 | -          | -          | -                              | -                              | -                              | -                       | -         | -         | 13    | 1     |
| 2000-2001             | Toulouse FC           | Division 1            | 28          | 0           | 1               | 0               | 1                 | 0                 | -          | -          | -                              | -                              | -                              | -                       | -         | -         | 30    | 0     |
| 2001-2002             | Montpellier HSC       | Division 1            | 33          | 3           | 1               | 0               | 1                 | 0                 | -          | -          | -                              | -                              | -                              | -                       | -         | -         | 35    | 3     |
| 2002-2003             | Montpellier HSC       | Ligue 1               | 33          | 2           | 1               | 2               | 1                 | 0                 | -          | -          | -                              | -                              | -                              | -                       | -         | -         | 35    | 4     |
| 2003-2004             | Montpellier HSC       | Ligue 1               | 27          | 3           | 2               | 0               | -                 | -                 | -          | -          | -                              | -                              | -                              | -                       | -         | -         | 29    | 3     |
| 2004-2005             | Montpellier HSC       | Ligue 2               | 34          | 1           | -               | -               | 3                 | 0                 | -          | -          | -                              | -                              | -                              | -                       | -         | -         | 37    | 1     |
| 2005-2006             | Montpellier HSC       | Ligue 2               | 34          | 4           | 4               | 0               | 3                 | 0                 | -          | -          | -                              | -                              | -                              | -                       | -         | -         | 41    | 4     |
| 2006-2007             | Montpellier HSC       | Ligue 2               | 28          | 2           | 4               | 0               | 2                 | 0                 | -          | -          | -                              | -                              | -                              | -                       | -         | -         | 34    | 2     |
| 2007-2008             | Montpellier HSC       | Ligue 2               | 22          | 1           | 2               | 0               | 2                 | 0                 | -          | -          | -                              | -                              | -                              | -                       | -         | -         | 26    | 1     |
| 2008-2009             | Montpellier HSC       | Ligue 2               | 13          | 2           | 2               | 0               | 2                 | 1                 | -          | -          | -                              | -                              | -                              | -                       | -         | -         | 17    | 3     |
| Total sur la carrière | Total sur la carrière | Total sur la carrière | 469         | 30          | 36              | 5               | 27                | 2                 | 2          | 0          | -                              | 15                             | 0                              | -                       | 21        | 0         | 570   | 37    |